# Heringssalat

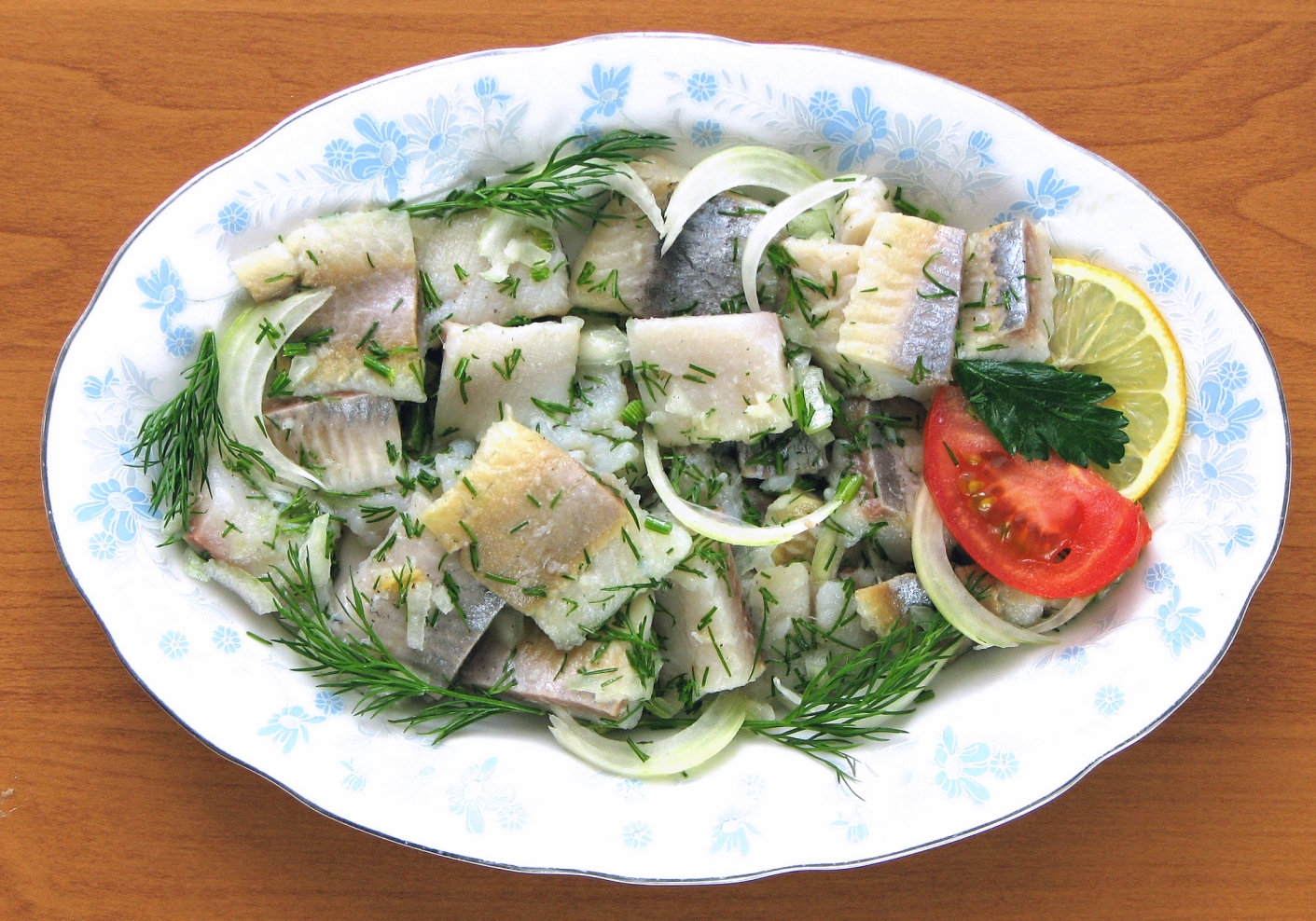
Polnischer Heringssalat mit Dill und Zwiebeln

Heringssalate sind diverse traditionelle Salate vor allem der polnischen, skandinavischen, norddeutschen und niederländischen Küche aus Salzheringen, gelegentlich auch Bismarckhering-Stücken und weiteren Zutaten. Je nach Region sind das beispielsweise Kartoffeln, Rote Bete, rohe Äpfel, Gewürzgurken, Sellerie, Zwiebeln, Dill oder eine Marinade.

## Zubereitung und Varianten
Für die Zubereitung gibt es zahlreiche Varianten. Klassisch skandinavisch und auch niederländisch werden z. B. gewässerte Salzheringe, gekochte Kartoffeln, Sellerie, Gewürzgurken und Äpfel klein gewürfelt und mit einer dicken Marinade aus Heringsmilch, geriebenen Zwiebeln sowie Essig und Öl angemacht. Für den niederländischen Heringsla wird als Fisch dabei der regionaltypische Matjes verwendet. Beim pommerschen Herringssalat wird zudem noch Jagdwurst zugesetzt. Bei der Zubereitung auf schwedische Art werden Salzheringe, gekochtes Rindfleisch, Rote Bete und Äpfel mit einer Essig-Öl-Marinade sowie gehackten Sardellen, Gewürzgurken, Kapern und Senf vermengt.
Heringssalat auf norddeutsche Art besteht aus Salzheringen, gekochtem Fleisch, Roter Bete, Gewürzgurken und Mayonnaise und hat entsprechend eine rote Färbung.
Der französische Salade de hareng aux pommes enthält lediglich Salzheringe, Äpfel, Essig, Öl und Zwiebeln. In Wien und Umgebung (Ostösterreich) ist ein Heringssalat („Heringsschmaus“) ein traditionelles Gericht am Aschermittwoch. Mittlerweile wird aber auch in vielen Restaurants ein üppiges Fischbuffet als Heringsschmaus am Aschermittwoch angeboten. Der Hering im Pelzmantel ist ein russischer Schichtsalat und besteht aus gesalzenem Heringsfilet, Rote Bete, gekochten Kartoffeln, Karotten, Zwiebeln, Eiern und Mayonnaise.

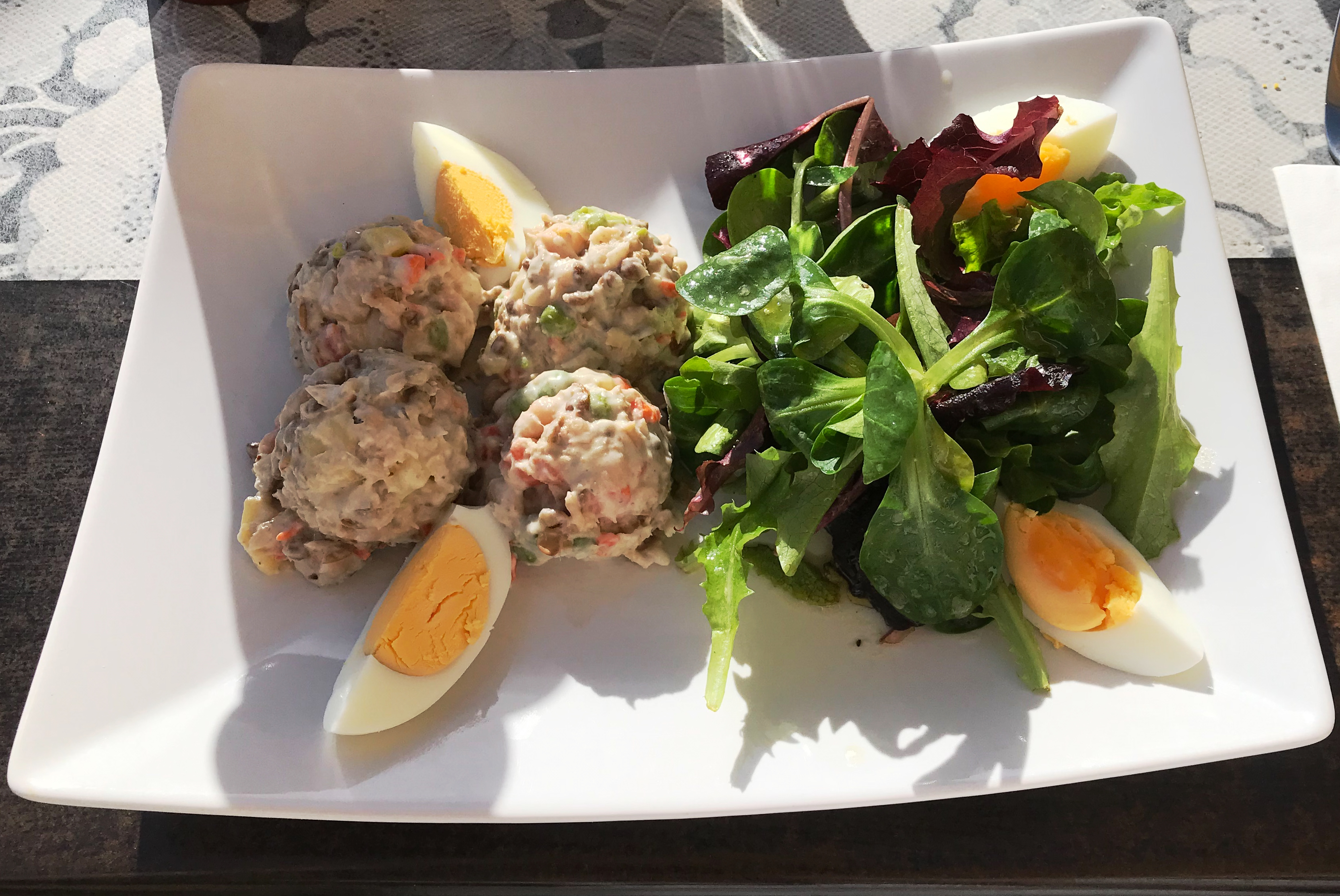
Österreichischer Heringssalat, garniert
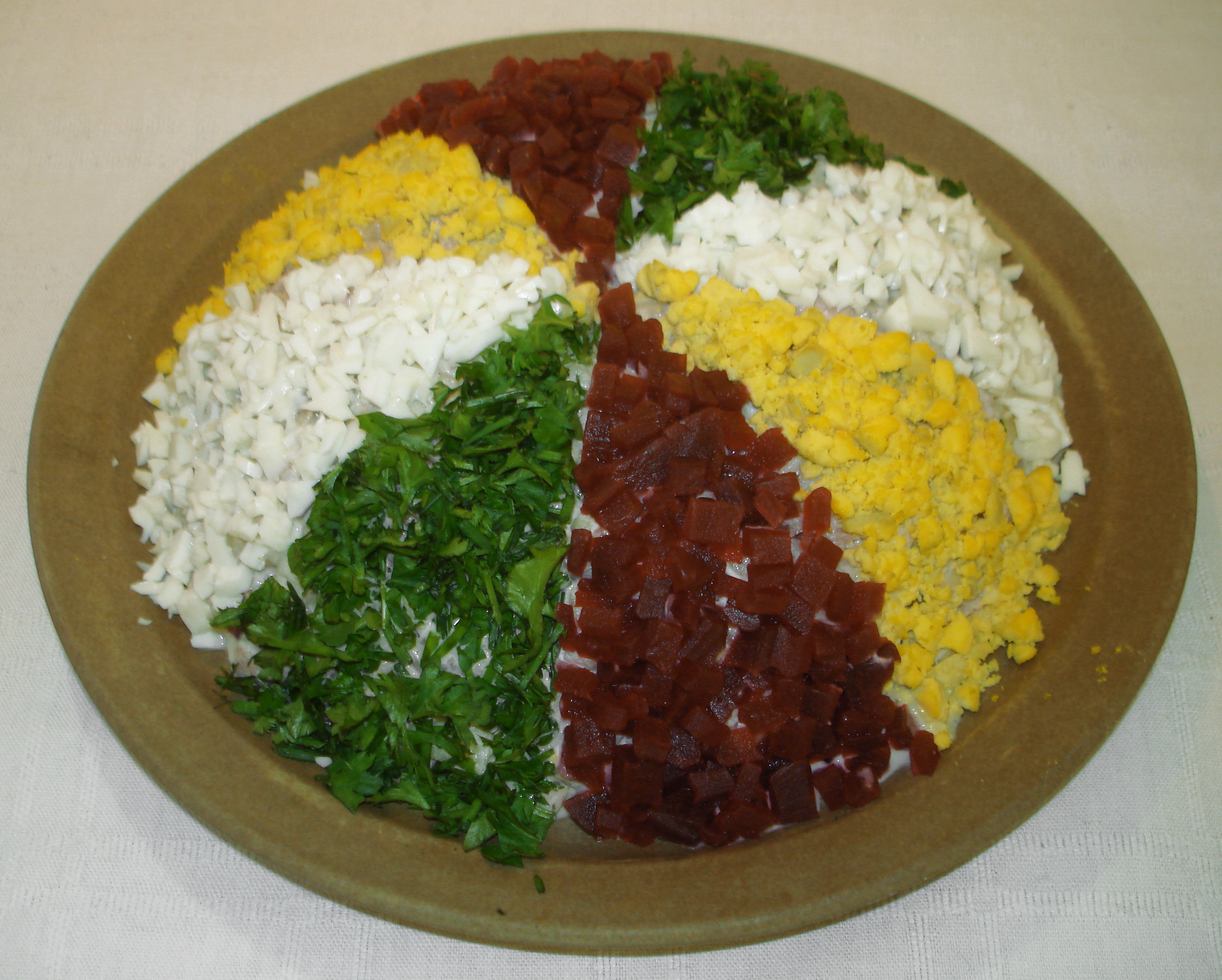
Norwegischer Heringssalat (traditionell garniert)
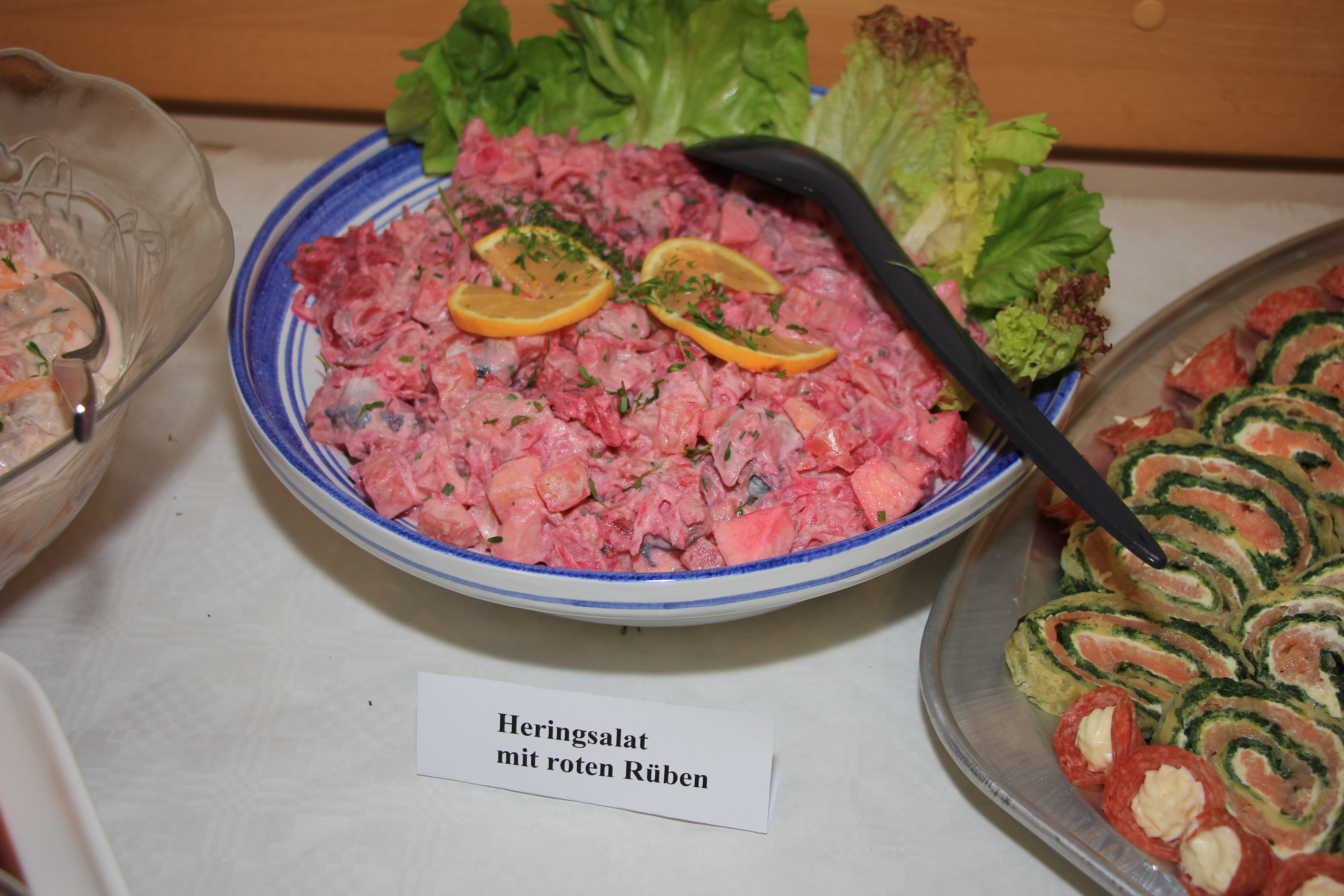
Norddeutscher Heringssalat mit Roter Bete
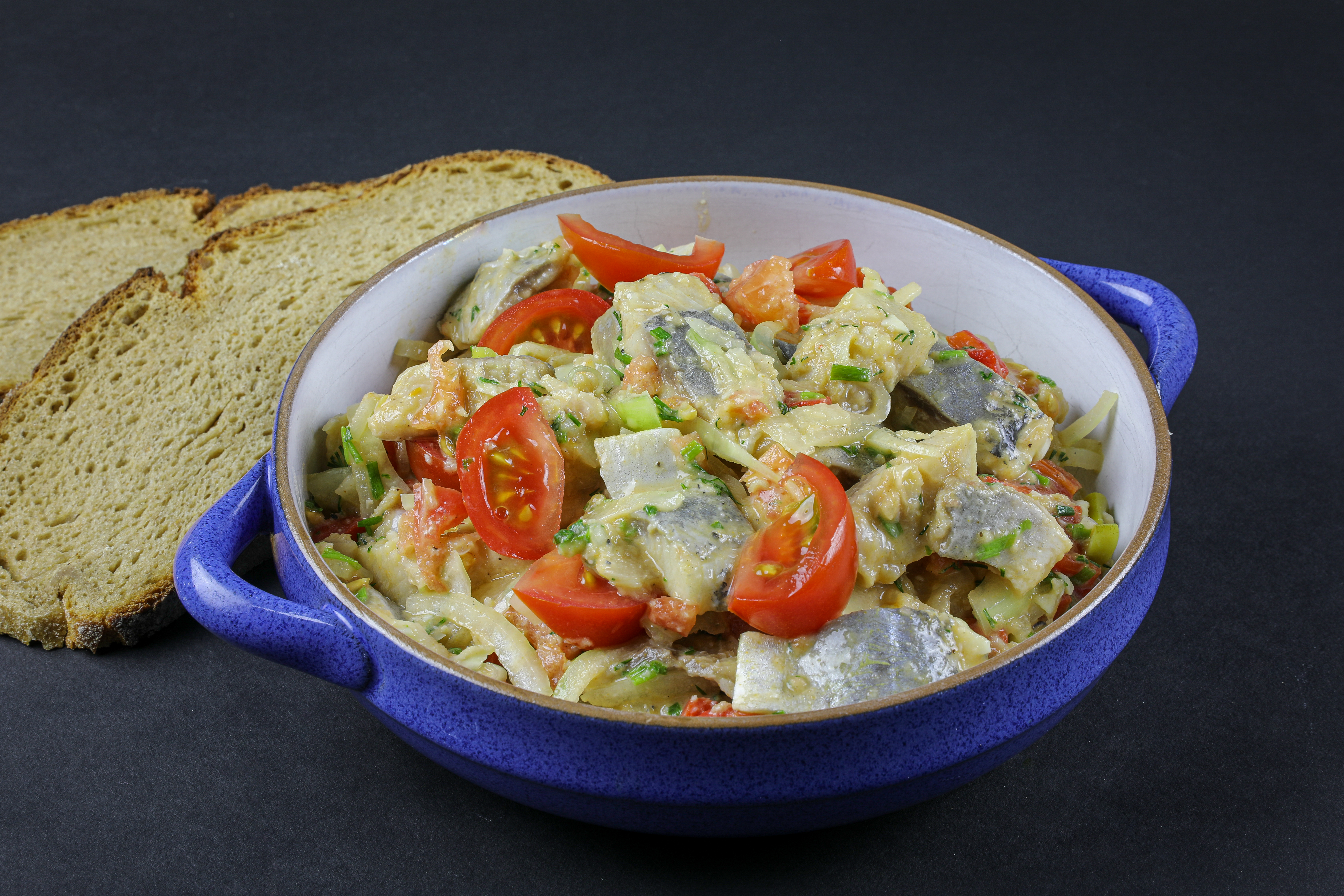
Feuriger Heringssalat
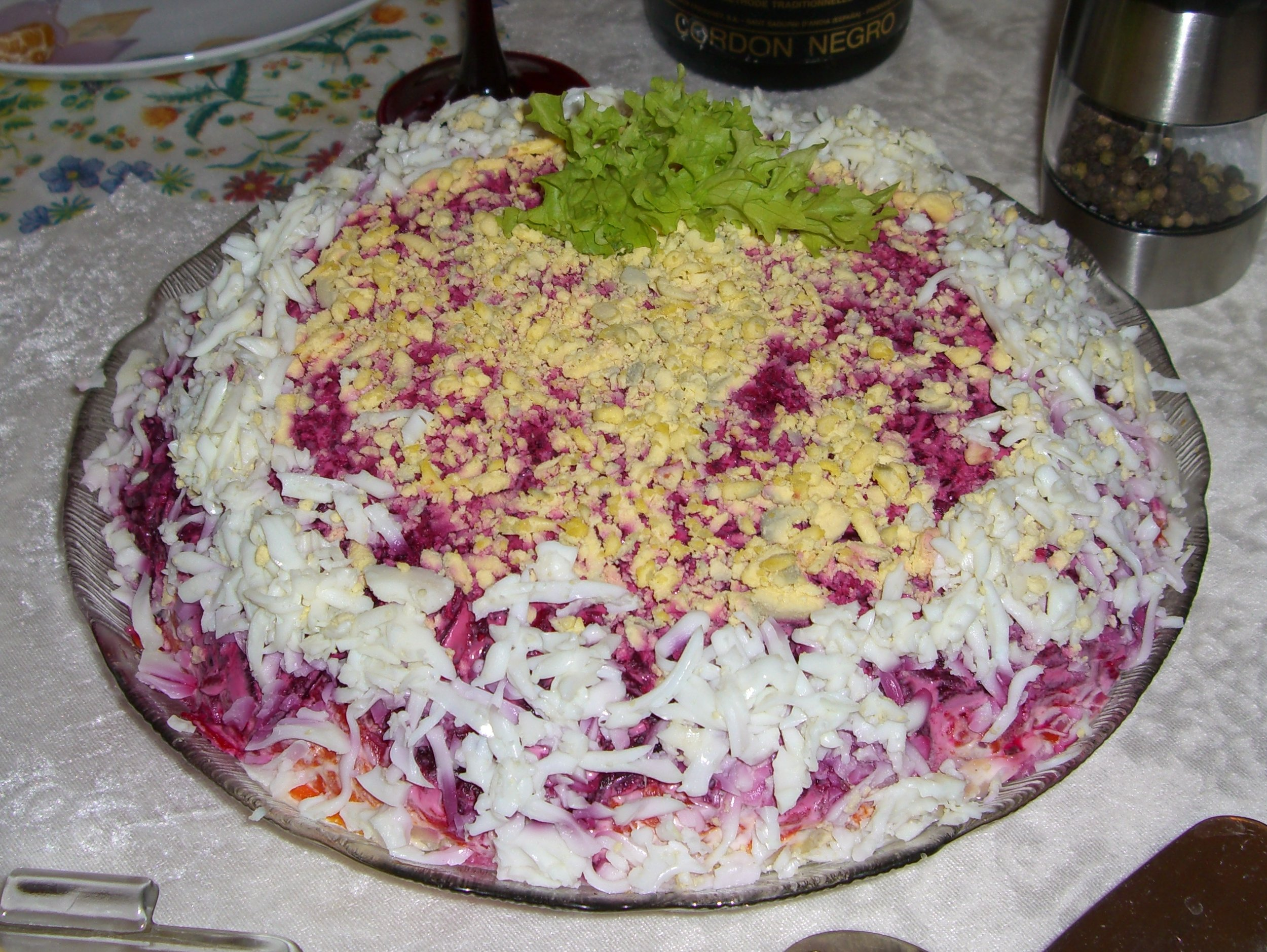
Russischer Heringssalat